# Баретич, Ренато
Ренато Баретич (хорв. Renato Baretić; 12 апреля 1963, Загреб, СФРЮ — 1 июля 2025) — хорватский поэт, писатель и журналист; автор одного из самых популярных романов в хорватской литературе последних лет (2000-е) «Восьмой уполномоченный» (Osmi povjerenik, 2003), который был отмечен многими национальными литературными премиями. Жил и работал в Сплите.

## Жизнеописание
Родился в Загребе в 1963 году. Учился на философском факультете и факультете политических наук Загребского университета, изучал журналистику и стилистику, готовил дипломную работу об автопоэтике Ивана Сламнига.
В литературу Баретич пришёл с поэтическим сборником, который основывался на остроте и иронии («Слова из карманов» / Riječi iz džepova, 1998). К тому времени он уже был признанным журналистом и начиная с 1996 года жил в Сплите.
Социальные очерки Баретича, импульсом для которых стали телевизионные передачи (тексты опубликованы в 2005 году в сборнике «Кадры кадра» (Kadrovi kadra) — интересная и проникновенная картина хорватской жизни времен посткоммунистического расслоения.
Magnum opus Ренато Баретича — роман «Восьмой уполномоченный» (в издании на русском языке «Восьмой поверенный»), который стал абсолютным «литературным хитом» — бестселлером в Хорватии, и за который автор получил практически все возможные национальные литературные премии (Владимира Назора, Августа Шеноа, Ивана Горана Ковачича, Ксавера Шандора Гьяльского, «Циклоп»).
Вот как известный хорватский литературовед Влахо Богишич характеризует литературный стиль Баретича, в частности в «Восьмом уполномоченном»:
Помещая в беллетристические рамки зарисовки из жизни общества, он [Ренато Баретич] сумел, прежде всего в романе «Восьмой уполномоченный», создать специфический в плане языка и пространственной структуры мир референтного повествования, ассоциативные поля которого совпали с эмоциональными потребностями публики. Смысловой сдвиг, который маскируется в рассказах языковой игрой, подчеркивается определенной юмористической — скорее печальной, чем сатирической — окрашенностью.
Ренато Баретич является также известным хорватским поэтом-песенником, имеет опыт ТВ-работы. Отец двоих детей.
Скончался 1 июля 2025 года.